# Oranjehaven

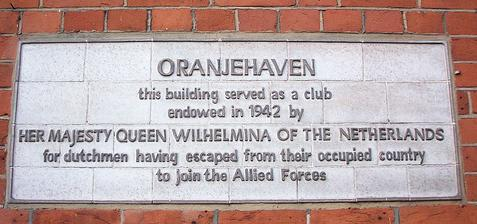

Oranjehaven (óók genoemd: Oranje Haven) was een sociëteit in Londen tijdens de Tweede Wereldoorlog.
Op initiatief van koningin Wilhelmina werd in Londen een sociëteit opgericht, die bedoeld was als toevluchtsoord van de ongeveer 1700 Engelandvaarders, die een geslaagde overtocht achter de rug hadden. Ze zouden hier opgevangen worden, eten, kleren en zakgeld krijgen. Erik Hazelhoff Roelfzema wees de koningin op een geschikte locatie, die onder zijn appartement was op Hyde Park Place 23 in Londen. Op zijn aanraden werd Käthe (ook Kaatje en Cathy) Peters de beheerder. Het ging om de begane grond en het souterrain. Op 6 juni 1942 werd de sociëteit geopend. Ter herinnering hieraan kreeg de koningin een speld met een wit-leren anjer, die zij later aan Jacob de Mos gaf.

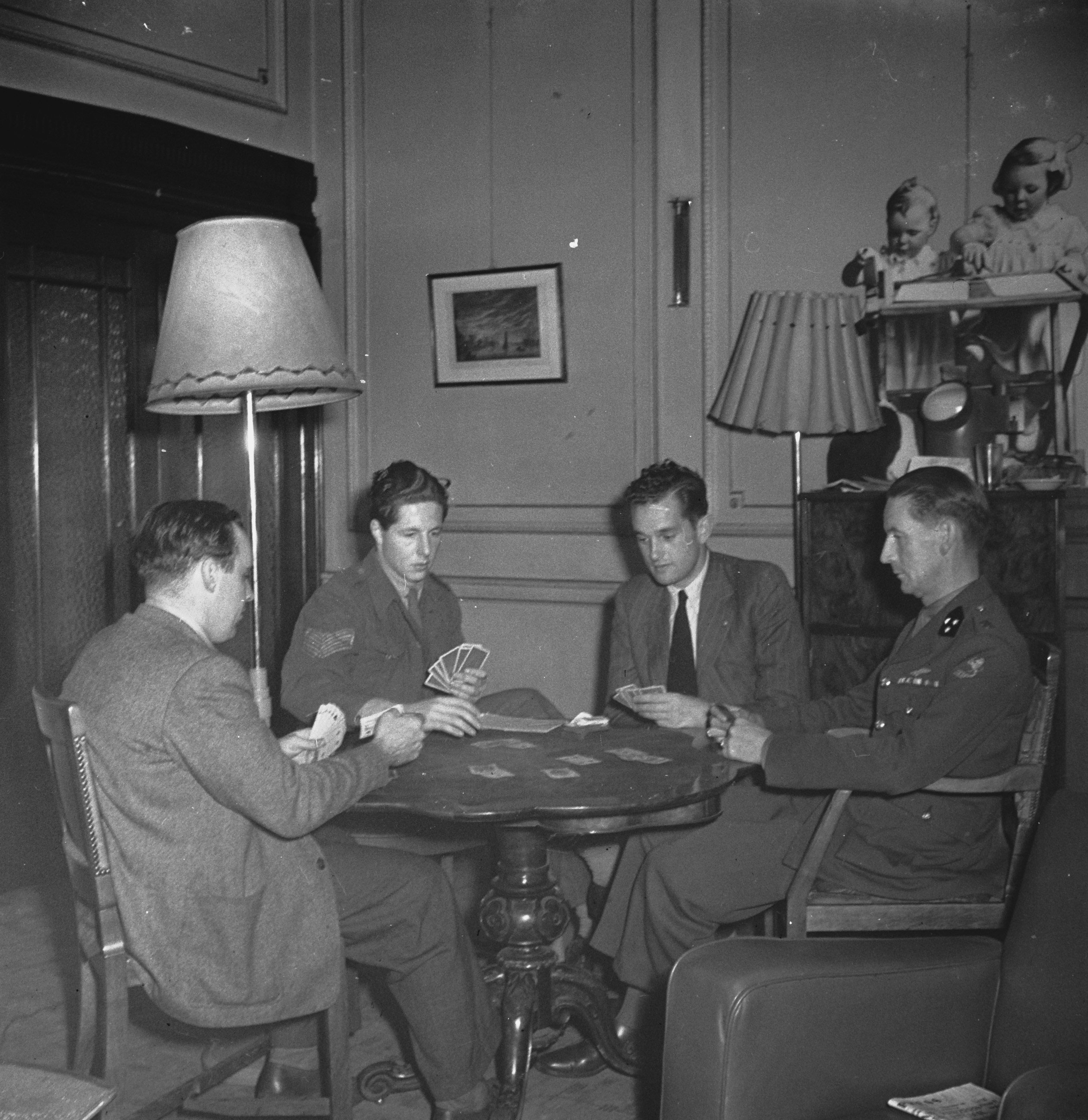
1944: Engelandvaarders spelen een kaartspel in de Engelandvaardersclub “Oranjehaven” in Londen

Veel Engelandvaarders hadden soms maandenlang niet veel te doen. Ze kwamen daar, wisselden ervaringen uit, klaagden tegen elkaar dat ze niks te doen hadden en steunden elkaar. Velen waren ontevreden over de regering en sommigen overwogen zelfs een staatsgreep. Onder hen waren Chris Krediet, Erik Hazelhoff Roelfzema, Peter Tazelaar en enkele topmensen uit het bedrijfsleven waaronder een directeur van Philips. François van 't Sant werd hiervan ook op de hoogte gebracht. Het ging hen vooral om het vervangen van drie ministers. Het plan is nooit uitgevoerd.
Als de koningin op de sociëteit kwam thee drinken werden snel alle drankflessen verstopt. Nieuwkomers werden door haar ondervraagd over de omstandigheden in Nederland.
Tijdens de oorlog bezocht prins Bernhard enkele keren zijn gezin in Ottawa. Hij nam dan foto's en filmpjes mee terug. De film die de prins maakte nadat prinses Margriet geboren was, werd op Oranjehaven vertoond.
Meerdere Engelandvaarders woonden tijdelijk op Hyde Park Place, onder andere Ben Buunk en Peter Tazelaar.